# Bauyrżan Dżołczijew
Bauyrżan Rienatowicz Dżołczijew (ur. 8 maja 1990 we Frunze) – kazachski piłkarz od 2014 roku zawodnik FK Astana. Występuje na pozycji napastnika. W reprezentacji Kazachstanu zadebiutował w 2012 roku. Do 9 listopada 2013 roku rozegrał w niej 6 meczów, w których zdobył dwie bramki.